# Liste des WWE Women's Champions (1956-2010)
Ne pas confondre avec Liste des WWE Women's Champions (2016-...).

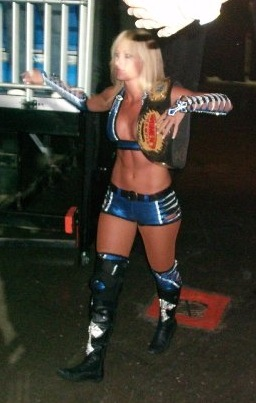
Michelle McCool, qui a remporté le titre à deux reprises entre 2009 et 2010.

Cet article présente une liste des catcheuses ayant remporté le WWE Women's Championship, titre de catch de la World Wrestling Entertainment.
Ce titre, auparavant nommé NWA World Women's Championship, dont The Fabulous Moolah vendit les droits à la World Wrestling Federation en 1983. La WWE ne reconnaît aucun changements de main de ce titre entre 1956 et 1984.
Le titre fut unifié avec le WWE Divas Championship en 2010. Layla est reconnue comme la dernière championne.
Il y a eu un total de 60 règnes pour 30 championnes officielles. Le titre a également été vacant deux fois ou désactivé trois fois.

## Historique du titre

### Historique du nom
| Nom                            | Durée       |
| ------------------------------ | ----------- |
| NWA World Women's Championship | 1956 − 1983 |
| WWF Women's Championship       | 1983 − 2002 |
| WWE Women's Championship       | 2002 − 2010 |

| #  | Championne                 | Nombre de règnes | Date              | Jours | Lieu                | Évènement                        | Notes | Réf    |
| -- | -------------------------- | ---------------- | ----------------- | ----- | ------------------- | -------------------------------- | --- | ------ |
| 1  | Fabulous Moolah            | 1                | 18 septembre 1956 | 10170 | Baltimore           |                                  | Fabulous Moolah bat Judy Grable pour devenir championne du monde féminin de la National Wrestling Alliance. La WWE ne reconnait aucun changement de ce titre entre 1956 et 1984 même si la NWA en reconnait 4.                                                     | [ 2 ]  |
| 2  | Wendi Richter              | 1                | 23 juillet 1984   | 210   | New York            | The Brawl to End It All          | Devient la plus jeune championne. | [ 3 ]  |
| 3  | Leilani Kai                | 1                | 18 février 1985   | 41    | New York            | The War to Settle the Score (en) | Diffusé le 5 mars. | [ 4 ]  |
| 4  | Wendi Richter              | 2                | 31 mars 1985      | 239   | New York            | WrestleMania I                   | | [ 5 ]  |
| 5  | Fabulous Moolah            | 2                | 25 novembre 1985  | 220   | New York            | House show                       | Moolah lutte masqué sous le nom de Spider Lady. | [ 6 ]  |
| 6  | Velvet McIntyre            | 1                | 3 juillet 1986    | 6     | Brisbane Australie  | House show                       | | [ 7 ]  |
| 7  | Fabulous Moolah            | 3                | 9 juillet 1986    | 380   | Sydney Australie    | House show                       | | [ 8 ]  |
| 8  | Sherri Martel              | 1                | 24 juillet 1987   | 441   | Houston             | House show                       | | [ 9 ]  |
| 9  | Rockin' Robin              | 1                | 7 octobre 1988    | 502   | Paris France        | Prime Time Wrestling             | Diffusé le 8 novembre. | [ 10 ] |
| -  | Vacant                     | 1                | 21 février 1990   | 1391  |                     |                                  | À la suite du départ de Rockin' Robin. | [ 11 ] |
| 10 | Alundra Blayze             | 1                | 13 décembre 1993  | 342   | Poughkeepsie        | All American Wrestling           | Elle bat Heidi Lee Morgan en finale d'un tournoi. Diffusée le 26 décembre. | [ 12 ] |
| 11 | Bull Nakano                | 1                | 20 novembre 1994  | 134   | Tokyo Japon         | Big Egg Wrestling Universe       | Première et seule lutteuse japonaise à avoir remporté le titre | [ 13 ] |
| 12 | Alundra Blayze             | 2                | 3 avril 1995      | 146   | Poughkeepsie        | Raw.                             | | [ 14 ] |
| 13 | Bertha Faye                | 1                | 27 août 1995      | 57    | Pittsburgh          | SummerSlam 1995                  | | [ 15 ] |
| 14 | Alundra Blayze             | 3                | 23 octobre 1995   | 51    | Brandon             | Raw                              | | [ 16 ] |
| -  | Vacant                     | 2                | 13 décembre 1995  | 1013  |                     |                                  | À la suite du renvoi de Blayze de la WWF. Après son renvoi, Blayze rejoint la World Championship Wrestling et apparaissait à WCW Monday Nitro à Augusta le 18 décembre et jette la ceinture dans une poubelle.                                                     | [ 17 ] |
| 15 | Jacqueline                 | 1                | 15 septembre 1998 | 61    | Sacramento          | Raw is War                       | Elle bat Sable. Diffusé le 21 septembre. | [ 18 ] |
| 16 | Sable                      | 1                | 15 novembre 1998  | 176   | Saint-Louis         | Survivor Series 1998             | |        |
| 17 | Debra                      | 1                | 10 mai 1999       | 29    | Orlando             | Raw is War                       | |        |
| 18 | Ivory                      | 1                | 8 juin 1999       | 131   | Worcester           | Raw is War                       | Diffusé le 14 juin. |        |
| 19 | Fabulous Moolah            | 4                | 17 octobre 1999   | 8     | Cleveland           | No Mercy 1999                    | |        |
| 20 | Ivory                      | 2                | 25 octobre 1999   | 48    | Providence          | Raw is War                       | |        |
| 21 | The Kat                    | 1                | 12 décembre 1999  | 50    | Sunrise             | Armageddon 1999                  | Dans un four corners evening gown pool match qui incluait également Jacqueline et B.B. The Fabulous Moolah et Mae Young sont les arbitres spéciaux du match. |        |
| 22 | Hervina                    | 1                | 31 janvier 2000   | 1     | Pittsburgh          | Raw                              | Dans un Lumberjill Snowbunny match. |        |
| 23 | Jacqueline                 | 2                | 1er février 2000  | 56    | Détroit             | SmackDown                        | |        |
| 24 | Stephanie McMahon-Helmsley | 1                | 28 mars 2000      | 146   | San Antonio         | SmackDown                        | |        |
| 25 | Lita                       | 1                | 21 août 2000      | 71    | Lafayette           | Raw is War                       | |        |
| 26 | Ivory                      | 3                | 31 octobre 2000   | 152   | Rochester           | SmackDown                        | Dans un Four Corners match qui incluait également Jacqueline et Trish Stratus. Diffusé le 2 novembre. |        |
| 27 | Chyna                      | 1                | 1er avril 2001    | 214   | Houston             | WrestleMania X-Seven             | |        |
| -  | Vacant                     | 3                | 1er novembre 2001 | 17    |                     |                                  | À la suite du départ de Chyna de la WWF. |        |
| 28 | Trish Stratus              | 1                | 18 novembre 2001  | 78    | Greensboro          | Survivor Series 2001             | Dans un Six Way match qui incluait également Lita, Jacqueline, Ivory, Molly Holly, et Jazz. |        |
| 29 | Jazz                       | 1                | 4 février 2002    | 98    | Las Vegas           | Raw                              | Le titre est renommé WWE Women's Championship le 5 mai 2002. |        |
| 30 | Trish Stratus              | 2                | 13 mai 2002       | 41    | Toronto             | Raw                              | Dans un match par équipe, avec Trish Stratus et Bubba Ray Dudley battant Jazz et Steven Richards. |        |
| 31 | Molly Holly                | 1                | 23 juin 2002      | 91    | Columbus            | King of the Ring 2002.           | |        |
| 32 | Trish Stratus              | 3                | 22 septembre 2002 | 56    | Los Angeles         | Unforgiven 2002.                 | |        |
| 33 | Victoria                   | 1                | 17 novembre 2002  | 133   | New York            | Survivor Series 2002             | Dans un hardcore match. |        |
| 34 | Trish Stratus              | 4                | 30 mars 2003      | 28    | Seattle             | WrestleMania XIX                 | Dans un Triple Threat match qui incluait également Jazz. |        |
| 35 | Jazz                       | 2                | 27 avril 2003     | 64    | Worcester           | Backlash 2003                    | |        |
| 36 | Gail Kim                   | 1                | 30 juin 2003      | 28    | Buffalo             | Raw                              | Dans une bataille royale et son premier match. |        |
| 37 | Molly Holly                | 2                | 28 juillet 2003   | 210   | Colorado Springs    | Raw                              | |        |
| 38 | Victoria                   | 2                | 23 février 2004   | 111   | Omaha               | Raw                              | Dans un Fatal Four Way Elimination match qui incluait également Lita et Jazz. |        |
| 39 | Trish Stratus              | 5                | 13 juin 2004      | 176   | Columbus            | Bad Blood 2004                   | Dans un Fatal Four Way match qui incluait également Lita et Gail Kim. |        |
| 40 | Lita                       | 2                | 6 décembre 2004   | 34    | Charlotte           | Raw                              | |        |
| 41 | Trish Stratus              | 6                | 9 janvier 2005    | 448   | San Juan Porto Rico | New Year's Revolution 2005       | |        |
| 42 | Mickie James               | 1                | 2 avril 2006      | 134   | Chicago             | WrestleMania 22                  | |        |
| 43 | Lita                       | 3                | 14 août 2006      | 34    | Charlottesville     | Raw                              | |        |
| 44 | Trish Stratus              | 7                | 17 septembre 2006 | 1     | Toronto Canada      | Unforgiven 2006                  | |        |
| -  | Vacant                     | 4                | 18 septembre 2006 | 50    |                     |                                  | À la suite de la retraite de Stratus. |        |
| 45 | Lita                       | 4                | 5 novembre 2006   | 21    | Cincinnati          | Cyber Sunday 2006                | Bat Mickie James en finale d'un tournoi dans un lumberjill match. |        |
| 46 | Mickie James               | 2                | 26 novembre 2006  | 85    | Philadelphie        | Survivor Series 2006             | |        |
| 47 | Melina                     | 1                | 19 février 2007   | 64    | Bakersfield         | Raw                              | Gagne contre Mickie James |        |
| 48 | Mickie James               | 3                | 24 avril 2007     | 0     | Paris France        | House show                       | Dans un Triple Threat match qui incluait également Victoria. Mickie n'aurai jamais dû gagner ce titre car l'arbitre a malencontreusement fait le tombé jusqu'à 3 alors que Mickie ne devait pas être couronnée championne. C'est d'ailleurs le règne le plus court |        |
| 49 | Melina                     | 2                | 24 avril 2007     | 61    | Paris France        | House show                       | Demande un rematch à la suite de l'erreur du match précédent |        |
| 50 | Candice Michelle           | 1                | 24 juin 2007      | 105   | Houston             | Vengeance 2007                   | |        |
| 51 | Beth Phoenix               | 1                | 7 octobre 2007    | 190   | Chicago             | No Mercy 2007                    | |        |
| 52 | Mickie James               | 4                | 14 avril 2008     | 125   | Londres Royaume-Uni | Raw                              | |        |
| 53 | Beth Phoenix               | 2                | 17 août 2008      | 161   | Indianapolis        | SummerSlam 2008                  | Mickie James faisait équipe avec Kofi Kingston contre Beth Phoenix et Santino Marella. L'Intercontinental Championship était aussi en jeu durant le match. |        |
| 54 | Melina                     | 3                | 25 janvier 2009   | 154   | Détroit             | Royal Rumble 2009                | |        |
| 55 | Michelle McCool            | 1                | 28 juin 2009      | 217   | Sacramento          | The Bash 2009                    | Elle devient ainsi la première femme à avoir gagné le WWE Divas Championship et le WWE Women's Championship au cours de sa carrière. |        |
| 56 | Mickie James               | 5                | 31 janvier 2010   | 23    | Atlanta             | Royal Rumble 2010                | |        |
| 57 | Michelle McCool            | 2                | 23 février 2010   | 61    | Milwaukee           | SmackDown                        | Vickie Guerrero était l'arbitre spéciale du match. |        |
| 58 | Beth Phoenix               | 3                | 25 avril 2010     | 16    | Baltimore           | Extreme Rules 2010               | Dans un Extreme Makeover match. |        |
| 59 | Layla                      | 1                | 11 mai 2010       | 131   | Buffalo             | SmackDown                        | Dans un Texas Tornado Handicap match à 2 contre 1. Michelle McCool, considérée comme co-championne officieuse avec Layla, était également apte à défendre le titre.                                                                                                |        |
| -  | Unifié                     | -                | 19 septembre 2010 |       |                     |                                  | Unifié avec le championnat des Divas de la WWE. |        |

## Règnes combinés

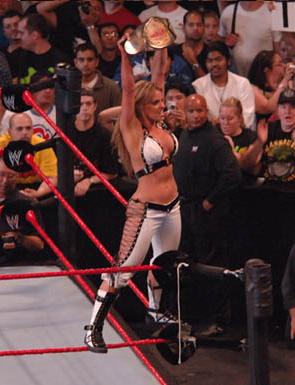
Trish Stratus après son dernier match avant son départ à la retraite, en 2006. Elle est la femme la plus titrée 7 fois Championne Féminine.

| Rang | Catcheuses                 | Règnes | Jours combinés |
| ---- | -------------------------- | ------ | -------------- |
| 1.   | The Fabulous Moolah        | 4      | 10,708         |
| 2.   | Trish Stratus              | 7      | 828            |
| 3.   | Alundra Blayze             | 3      | 539            |
| 4.   | Rockin' Robin              | 1      | 502            |
| 5.   | Wendi Richter              | 2      | 449            |
| 6.   | Sherri Martel              | 1      | 441            |
| 7.   | Mickie James               | 5      | 367            |
| 7.   | Beth Phoenix               | 3      | 367            |
| 9.   | Ivory                      | 3      | 331            |
| 10.  | Molly Holly                | 2      | 301            |
| 11.  | Melina                     | 3      | 279            |
| 12.  | Michelle McCool            | 2      | 278            |
| 13.  | Victoria                   | 2      | 244            |
| 14.  | Chyna                      | 1      | 214            |
| 15.  | Sable                      | 1      | 176            |
| 16.  | Jazz                       | 2      | 162            |
| 17.  | Lita                       | 4      | 160            |
| 18.  | Stephanie McMahon-Helmsley | 1      | 146            |
| 19.  | Bull Nakano                | 1      | 134            |
| 20.  | Layla                      | 1      | 131            |
| 21.  | Jacqueline                 | 2      | 117            |
| 22.  | Candice Michelle           | 1      | 105            |
| 23.  | Bertha Faye                | 1      | 57             |
| 24.  | The Kat                    | 1      | 50             |
| 25.  | Leilani Kai                | 1      | 41             |
| 26.  | Debra                      | 1      | 29             |
| 27.  | Gail Kim                   | 1      | 28             |
| 28.  | Velvet McIntyre            | 1      | 6              |
| 29.  | Hervina                    | 1      | 1              |